# جناس ناقص
جناس ناقص در آرایه‌های ادبی از انواع جناس است که در آن چهار عنصر نوع، تعداد، ترتیب و هیئت حروف را عامل ایجاد انواع جناس دانسته‌اند. هرگاه دو رکن جناس در یکی از این موارد مختلف باشند، جناس ناقص حاصل می‌شود. جناس ناقص یکی از انواع آرایه‌های لفظی در ادبیات فارسی به شمار می‌آید که در آن از دو یا چند کلمه مشابه استفاده می‌شود به‌‌طوری‌که آن کلمه‌ها فقط در یک واج (صامت یا مصوت) با هم اختلاف داشته باشند و معنای آن‌ها نیز متفاوت باشد. 

## انواع
با توجه به عوامل «نوع، تعداد، ترتیب و هیئت حروف» می‌توانیم تمام انواع جناس را به چند نوع اصلی تقسیم کنیم که عبارتند از:

### جناس ناقص حرکتی
ارکان جناس فقط در مصوت‌های کوتاه تفاوت دارند.

### جناس ناقص اختلافی
ارکان جناس فقط در یک حرف با هم تفاوت دارند.
- مضارع
- لاحق
- لفظ
- خط
- محرّف

### جناس ناقص افزایشی
ارکان جناس از نظر تعداد حروف یا صامت با یکدیگر متفاوتند.
- مذیّل
- زاید
- مطرّف